# Медичи, Леопольдо
Леопо́льдо Ме́дичи (лат. Leopoldus Medices, итал. Leopoldo de Medici; 6 ноября 1617, Флоренция, Великое герцогство Тосканское — 10 ноября 1675, там же) — сын тосканского правителя Козимо II из рода Медичи, принц Тосканский, итальянский кардинал и меценат. Кардинал-дьякон с 12 декабря 1667, с титулярной диаконией Санти-Козма-э-Дамиано с 9 апреля 1668 по 14 мая 1670. Кардинал-дьякон с титулярной диаконией Санта-Мария-ин-Косзмедин с 14 мая 1670 по 10 ноября 1675. Губернатор Сиены с 16 мая 1636 по 27 сентября 1641 и 16 июля 1643 по 1 января 1644.
С раннего возраста он избегал общества женщин и проявлял большой интерес к религии и науке. Сыграл важную роль в сохранении научного наследия Галилео Галилея, с которым был знаком лично. Большое внимание уделял литературе, член Академии делла Круска, оставил после себя обширную переписку с художниками и коллекционерами произведений искусства, сам был талантливым художником.

## Биография

### Ранние годы

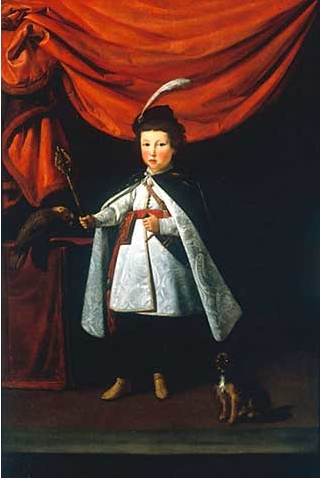
Детский протрет кисти Сустерманса (1622). Уффици, Флоренция

Леопольдо Медичи родился в палаццо Питти во Флоренции 6 ноября 1617 года. Он был пятым сыном и последним ребёнком Козимо II, великого герцога Тосканского и Марии Магдалины Австрийской. Спустя три года после его рождения умер отец, и вместе с братьями и сёстрами он воспитывался матерью и бабушкой по отцовской линии, Кристиной Лотарингской.
Получил хорошее образование. Его учителями были юрист и литератор Якопо Сольдани, художник и архитектор Сиджизмондо Коккапани, математик и астроном Флавиано Микелини, математик и физик Эванджелиста Торричелли.
Леопольдо был советником у старшего брата, великого герцога Фердинандо II, по вопросам, связанным с экономикой и внешней политикой. Неоднократно председательствовал в Высшем магистрате и Совете двухсот. Он редко выезжал из великого герцогства. В 1639 году посетил Венецианскую республику и герцогство Пармское и Пьяченцское, где супругой герцога была его сестра Маргарита, в 1646 году — графство Тирольское, куда сопровождал к будущему супругу другую сестру Анну. В 1650 юбилейном году, вместе с братом Маттиасом, совершил паломничество в Рим. С 1636 по 1641 год и снова с 1643 по 1644 год был правителем Сиены.

### Меценат и исследователь
Ещё до принятия сана Леопольдо был человеком религиозным. С раннего возраста он избегал общества женщин и проявлял большой интерес к науке. Вёл переписку с Христианом Гюйгенсом и Галилео Галилеем. В 1638 году восстановил Платоновскую академию. В 1657 году, вместе с великим герцогом Тосканским, основал Академию дель Чименто, в которой научные исследования основывались на непосредственном наблюдении фактов. Это была первая европейская экспериментальная академия.
Леопольдо сам экспериментировал с телескопическими объективами и всевозможными научными приборами, а также пользовался термометром, астролябией, калориметром, квадрантом, гигрометром и другими механическими устройствами того времени, которые во множестве находились в его покоях в палаццо Питти. Сыграл важную роль в сохранении научного наследия Галилео Галилея, с которым был знаком лично. В летнее время по приглашению принца учёный гостил на его вилле в Арчертри.
Большое внимание Леопольдо уделял литературе. Поддерживал работу библиотекаря Антонио Мальябеки, который помогал ему в собирании редких книг. Ежедневно четыре часа посвящал чтению. Писал стихи. В 1641 году был избран членом Академии делла Круска — академии тосканского диалекта итальянского языка и тосканской литературы. В ней занимался редактированием статей по искусству для третьего издания «Словаря Круска» (1691), вышедшего уже после его смерти.
Он был талантливым художником. «Портрет певца Мартелли» его кисти в настоящее время хранится в галерее Уффици, во Флоренции. Сохранились и его рисунки, карикатуры, эскизы научных приборов. Леопольдо был также активным коллекционером, кроме редких книг, коллекционировал статуи, монеты и картины, особенно портреты. Он оставил после себя обширную переписку с художниками и коллекционерами произведений искусства.

### Кардинал

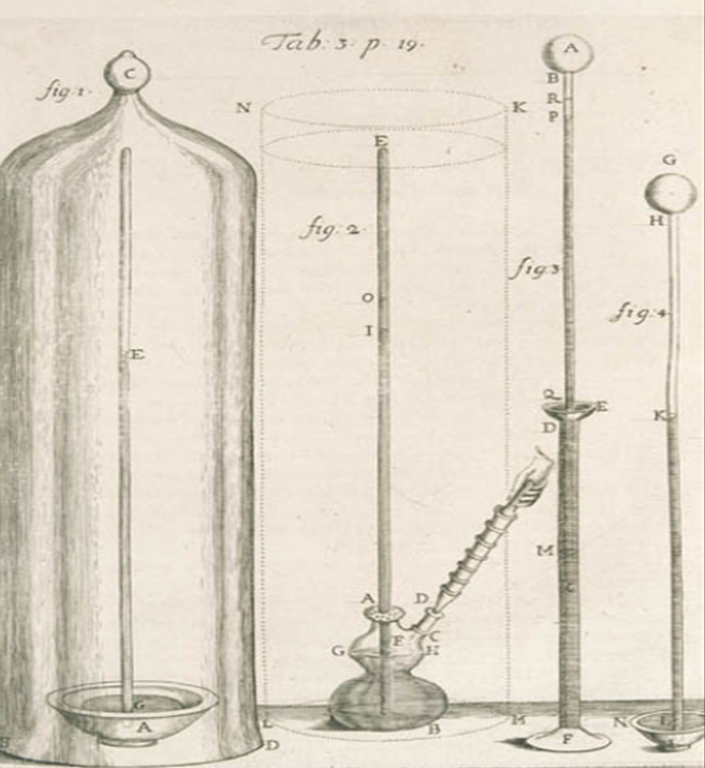
Рисунок Леопольдо Медичи, 1666 год

12 декабря 1667 года папа Климент IX возвёл его в кардиналы. 9 апреля 1668 года ему был присвоен титул кардинала-дьякона титулярной диаконией Санти-Косма-э-Дамиано. С этого времени он стал часто ездить в Рим. На конклаве 1669—1670 года Леопольдо, как член про-испанской партии, сыграл решающую роль в посредничестве между партиями во главе с Фабио Киджи и Антонио Барберини. В результате был достигнут консенсус по кандидатуре кардинала Эмилио Альтьери, который и стал новым римским папой под именем Климента X.
14 мая 1670 года его прежний титул был заменён на титул кардинала-дьякона Санта-Мария-ин-Козмедин. В 1674 году Леопольдо был рукоположен в священники. Свою первую мессу отслужил 21 декабря 1674 года в церкви Санта-Тринита во Флоренции, находившейся в ведении валлоамброзиан, которым он покровительствовал. С этого времени и до смерти Леопольдо служил мессу три дня в неделю.

### Поздние годы
Леопольдо Медичи умер 11 ноября 1675 года во Флоренции. Он был похоронен в капелле Медичи в церкви Сан-Лоренцо. Оставленная им только коллекция картин насчитывала 700 полотен, включая шедевры венецианской школы живописи, приобретённые принцем в 1640—1650-х годах через Паоло дель Сера, агента дома Медичи в Венецианской республике. Собранные им произведения искусства ныне являются частью коллекций музеев Флоренции.